# Americatel
Americatel Corp. es la empresa proveedora de servicios de telecomunicaciones de habla hispana más grande de los Estados Unidos, subsidiaria de Entel Chile hasta el 2007 cuando fue vendida al grupo de inversión americano Platinum Equity.
Siendo un servicio de interconexión de comunicaciones digitales en Venezuela, el cual utiliza tecnología desarrollada por Motorola
Americatel Corp. se fundó en 1993 por la Organización Cisneros, basándose en la premisa empresarial de que una explosión del comercio en las Américas había creado nuevos requisitos para los servicios de comunicación de voz y datos.

## Historia
Como el primer carrier regional dedicado a servir las necesidades de las compañías multinacionales que operan en las regiones de Latinoamérica y el Caribe, se estableció una red de socios estratégicos y afiliados en mercados claves, y captaron rápidamente a un segmento del mercado que precisaban comunicaciones mejores y más económicas.
En 1998, Americatel vio una nueva oportunidad de expansión en la oferta de servicios de larga distancia residenciales, nacionales, e internacionales en todos los Estados Unidos continental.
La compañía logró obtener una licencia para el código 10-123 y empezó a ofrecer un servicio flexible, conveniente y a precios muy competitivos a nivel nacional. Actualmente, Americatel está en condiciones de facturar y terminar el tráfico en más de 1000 carriers con plantas locales en todos los Estados Unidos, lo que permite una considerable cobertura tanto para nuestras llamadas de larga distancia como para la terminación de tráficos mediante corresponsales en el extranjero.
El código 10-123 para llamadas de larga distancia (luego 1010-123) se lanzó al mercado utilizando una estrategia sin par para las comunicaciones, dirigidas principalmente a la población hispana de los Estados Unidos. Esta estrategia incluyó una cobertura intensa de prensa, radio, campañas de correo directo y televisión, y una activa participación directa en programas con las comunidades y eventos culturales y patrióticos de los hispanos.
Americatel logró durante 1999 una participación de mercado del 8% entre los hispanos de los Estados Unidos en su tráfico de llamadas a Latinoamérica, muy por encima de la meta que la empresa se había propuesto para dicho año. Es por ello que el 1010-123 fue el código de llamada de larga distancia utilizado con mayor frecuencia por los hispanos en las rutas a Latinoamérica (Estudio del Cultural Access Group, noviembre de 1999).
Para diciembre de 1999, el código 1010-123 había alcanzado una participación de mercado del 10% en promedio para todas las rutas de tráfico latinoamericano. También sobrepasó a todos los otros competidores en "reconocimiento sin ayuda" y "Top of Mind" (El primer "discado casual" que se viene a la mente del usuario) según se constató en encuestas referentes a los códigos de llamadas comercializados para la población hispana en el país.
En el 2003, Americatel utilizó esa valiosa conciencia de marca para transformarse en la fuente preferencial de una amplia gama de servicios que incluyen acceso residencial a Internet, tarjetas de prepago para llamadas telefónicas y servicios de larga distancia prescritos y en el presente ha lanzado servicios "PIN FREE" y su servicio de celulares prepagados "Zero11 Wireless".

## Negocios de Americatel
Americatel Corp. posee una vasta historia de más de 20 años brindando servicios de telecomunicaciones empresariales de alta calidad hacia Latinoamérica desde sus facilidades de comunicaciones con ubicación privilegiada en la ciudad de Miami (El Doral), Florida. Tales servicios se ofrecen en forma flexible tanto por medios satelitales como de fibra óptica dependiendo del tipo de servicio requerido y del destino solicitado. 
La presencia de compañías afiliadas a Americatel en Centroamérica, Perú y Venezuela, así como de su casa Matriz Entel en Chile, unido a la sólida experiencia y profesionalismo de su equipo de Servicios de Telecomunicaciones a Empresas, convierten a Americatel en una empresa acorde a las necesidades de sus clientes.

## Empresas relacionadas
Cuando Americatel era del grupo ENTEL estaba estructurada por:
- Americatel Perú - Opera Servicios de Larga Distancia (bajo la marca Americatel).
- Americatel Guatemala - Opera Servicios de Larga Distancia (bajo la marca Americatel).
- Americatel El Salvador - Opera Servicios de Larga Distancia (bajo la marca Americatel).
- Americatel Honduras - Opera Servicios de Larga Distancia (bajo la marca Americatel).
- Americatel Venezuela - Opera Servicios de Larga Distancia (bajo la marca Entel).

Ahora, Americatel pertenece al múltiple grupo de empresas de Platinum Equity, entre las cuales se encuentran en Telecomunicaciones: